# Instituto de Investigación Espacial Asher
El Instituto de Investigación Espacial Asher (en hebreo: מכון אשר לחקר החלל) es un instituto especializado dedicado a la investigación científica multidisciplinar en el Instituto de Tecnología Technion - Israel localizado en Haifa, al norte de Israel.
La ASRI fue establecida en 1984. Sus miembros provienen de cinco facultades Technion, y tiene un personal técnico de los científicos del Technion en una variedad de campos relacionados con el espacio (Física, Ingeniería Aeroespacial, Ingeniería Mecánica, Ingeniería Eléctrica, Sistemas Autónomos y Ciencias de la Computación). ASRI es un importante centro de investigación espacial en Israel y está involucrado en el desarrollo de los sistemas espaciales basados en tecnologías avanzadas e innovadoras, así como la educación, a través de grados avanzados.